# Saison 1 de Miraculous : Les Aventures de Ladybug et Chat Noir
Chronologie
Saison 2
La première saison de Miraculous : Les Aventures de Ladybug et Chat Noir, série télévisée d'animation franco-coréo-japonaise, est diffusée pour la première fois en France sur TF1 du 19 octobre 2015 au 30 octobre 2016.

## Synopsis
La série se déroule à Paris où vivent Marinette Dupain-Cheng, 14 ans, une jeune et ordinaire fille de boulangers, et Adrien Agreste, jeune mannequin de 14 ans et fils du célèbre créateur de mode Gabriel Agreste. À la moindre menace, ils se transforment en Ladybug et Chat Noir, un duo de super-héros protégeant Paris des akumas, papillons maléfiques qui transforment les gens en super-vilains en faisant appel à leurs émotions négatives.
À l'origine de ces akumas se trouve le Papillon, un être malfaisant qui rêve de s'emparer des miraculous (bijoux antiques conférant à leur possesseur de puissants pouvoirs) de Ladybug et Chat Noir, mais dont les intentions réelles restent mystérieuses, tout comme sa véritable identité. Cependant, même si Ladybug et Chat Noir font équipe, ils ignorent chacun la vraie identité de l'autre : Marinette ne sait pas que derrière ce masque se cache Adrien, le garçon dont elle est follement amoureuse, Adrien, dont le cœur bat pour Ladybug, ne se doute pas qu'il s'agit de Marinette, sa camarade de classe sympa et tête en l'air.

## Distribution
Personnages principaux
- Anouck Hautbois : Marinette Dupain-Cheng / Ladybug
- Benjamin Bollen : Adrien Agreste / Chat Noir
- Marie Nonenmacher : Tikki
- Thierry Kazazian : Plagg
- Antoine Tomé : le Papillon
- Fanny Bloc : Alya Césaire
- Marie Chevalot : Chloé Bourgeois
- Alexandre Nguyen : Nino Lahiffe

Personnages secondaires
- Marie Nonnenmacher : Sabrina / Juleka / Manon / Mireille Caquet
- Thierry Kazazian : M. D'Argencourt / M. Kubdel
- Antoine Tomé : Gabriel Agreste
- Marie Chevalot : Nathalie Sancoeur
- Alexandre Nguyen : Kim / XY / Prince Ali
- Jessie Lambotte : Sabine Cheng / Mylène / Rose / Nadia Chamack / Mlle Bustier
- Martial Le Minoux : Tom Dupain / Roger / Max / Majordome de Chloé / Nooroo
- Franck Tordjman : Xavier Ramier / Jalil Kubdel / Théo Barbeau / Nathaniel / Fred Haprèle / Jacques Grimault / Vincent Aza / Ivan / Alec / Wayzz
- Nathalie Homs : Marléna Césaire / Mlle Mendeleïev / gouvernante du prince Ali
- Gilbert Lévy : M. Damoclès / Le garde du corps d'Adrien / André Bourgeois / Maître Fu / Bob Roth / Chris
- Clara Soares : Lila Rossi
- Adeline Chetail : Alix Kubdel
- Matthew Géczy : Jagged Stone
- Geneviève Doang : Aurore Beauréal
- Philippe Roullier : Wang Cheng Shifu
- Éric Peter : Otis Césaire
- Anne-Charlotte Piau : Penny Rolling
- Josiane Balasko : elle-même

Version française :
Studio de doublage : Zynco Studio ; adaptation : Gilles Coiffard ; direction artistique : Martial Le Minoux

## Liste des épisodes
Les épisodes sont classés par ordre de première diffusion française. En revanche, le réalisateur recommande de suivre l'ordre de production pour ce qui est de la cohérence scénaristique.

### Épisode 2:Le Bulleur
C'est l'anniversaire d'Adrien et, comme tout garçon normal, il veut organiser une fête d'anniversaire avec tous ses amis mais son père refuse. 

### Épisode 26:Cœur de pierre (Origines, partie 2)
Marinette veut renoncer à son tout nouveau Miraculous et Tikki veut l’en empêcher.
Pendant ce temps, comme Ladybug n’avait pas désakumatisé le premier super-vilain, la ville de Paris se trouve alors en chaos total...